# Donepezil
Donepezil is een geneesmiddel voor licht tot matig ernstige ziekte van Alzheimer. Het medicijn is oorspronkelijk ontwikkeld door Eisai (Tokio, Japan) en is vanaf 1998 wereldwijd (niet in Nederland) op de markt gebracht door Pfizer onder de merknaam Aricept. In Nederland is donepezil vanaf 2013 beschikbaar gemaakt door de firma Navamedic onder de merknaam Navazil.

## Toepassing
Donepezil is een cholinesteraseremmer die de achteruitgang van de ziekte van Alzheimer vertraagt. Acetylcholine is een neurotransmitter: een stof die betrokken is bij het versturen van berichten in de hersenen. Cholinesterase is een enzym dat acetylcholine splitst tot choline en azijnzuur, en zo onwerkzaam maakt. Een cholinesteraseremmer remt het enzym cholinesterase, waardoor acetylcholine minder snel afgebroken wordt. Het doel van deze behandelmethode is het handhaven van het cognitief vermogen, het verbeteren van gedragssymptomen en het verminderen van de last voor de zorgverlener.

## Dosering
De startdosis voor licht tot matig ernstige ziekte van Alzheimer is 5 mg per dag en na 4 tot 6 weken verhogen naar 10 mg. 5 mg is al gelijk een effectieve dosis. In Nederland en het Verenigd Koninkrijk is de maximale dosis 10 mg. In de Verenigde Staten is 23 mg donepezil geïndiceerd voor ernstige dementie van het type Alzheimer. Het is tevens de enige cholinesteraseremmer die een FDA-goedkeuring heeft voor de toepassing bij matig tot ernstige ziekte van Alzheimer.

## Contra-indicatie
Van cholinesteraseremmers is bekend dat ze de hartslag kunnen vertragen. Dit geldt ook voor donepezil. Patiënten met een voorgeschiedenis van een hartkwaal (in het bijzonder het 'sick sinussyndroom' of een vergelijkbare aandoening) moeten goed worden gecontroleerd en er is een ECG noodzakelijk. Farmacokinetische waarden van donepezil worden niet beïnvloed door digoxine (Lanoxin). Bij kleinschalige proeven met gezonde vrijwilligers is geen verandering waargenomen in ECG en cardiale geleiding. Remming van zowel van AChE als BuChE zou een neuroprotectief effect moeten hebben maar de publicaties hierover zijn niet eensluidend. Donepezil heeft een sterke selectiviteit voor AChE waardoor een verminderd optreden van perifere bijwerkingen kan worden verklaard.
Overgevoeligheid kan optreden voor donepezil, piperdiveraten en hulpstoffen.

## Bijwerkingen
De meest voorkomende bijwerkingen zijn bradycardie (trage hartslag), misselijkheid, diarree, verminderde eetlust (anorexie) en buikpijn. Er zijn aanwijzingen dat er minder vaak misselijkheid en braken optreedt dan bij galantamine. Donepezil heeft een goed gastro-intestinaal bijwerkingen-profiel

## Stereochemie
Donepezil is een racemaat, dat wil zeggen een 1: 1 mengsel van de volgende twee enantiomeren:
| Enantiomeer van Donepezil | Enantiomeer van Donepezil |
| ------------------------- | ------------------------- |
| (R)-Enantiomeer           | (S)-Enantiomeer           |